# اچ‌ام‌اس هولی‌هوک (کی۶۴)
اچ‌ام‌اس هولی‌هوک (کی۶۴) (به انگلیسی: HMS Hollyhock (K64)) یک کشتی است. این کشتی در سال ۱۹۴۰ ساخته شد.